# Oberengstringen

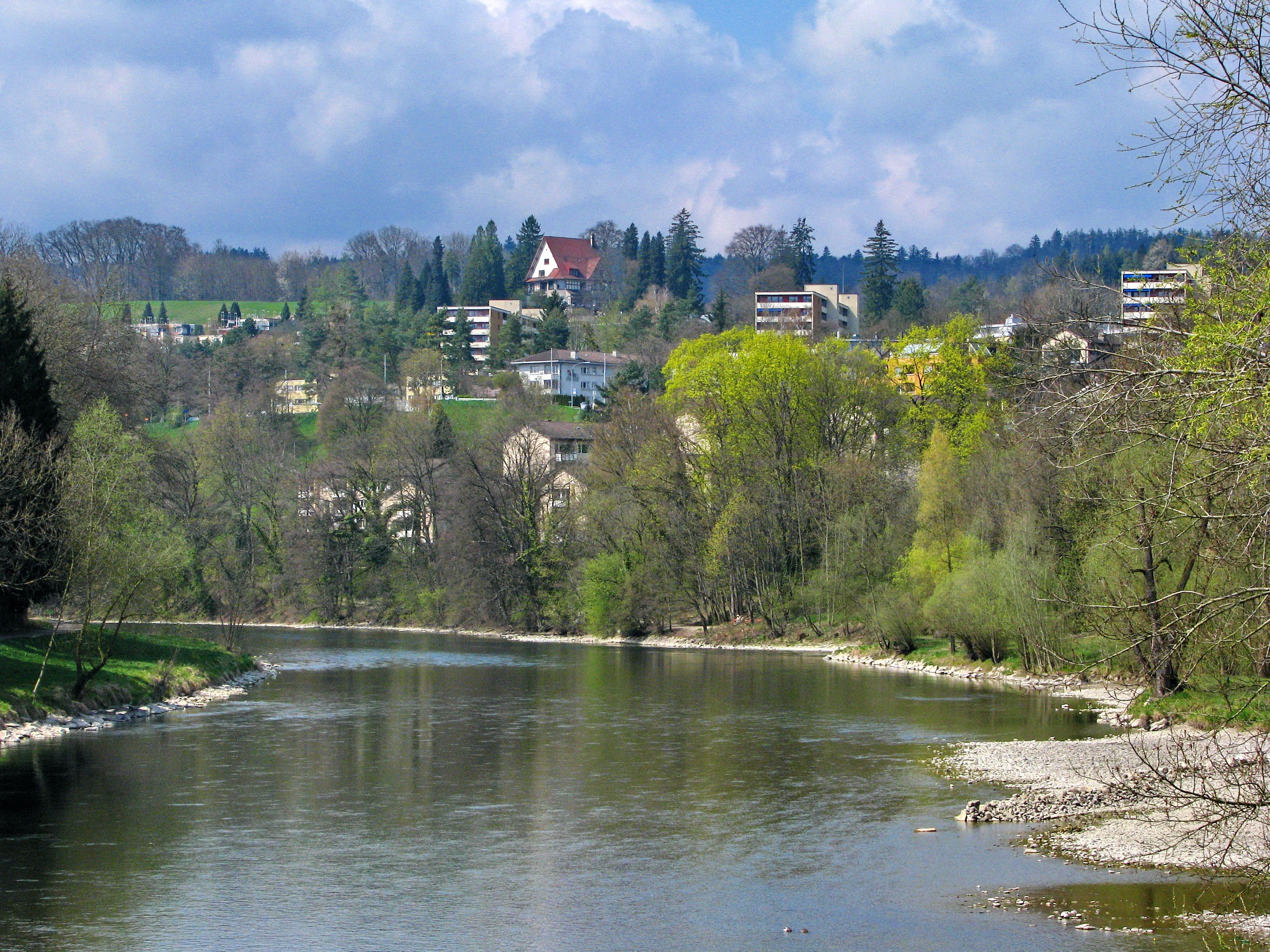
Blick von der Limmat auf Oberengstringen

Oberengstringen ist eine politische Gemeinde im Bezirk Dietikon des Kantons Zürich in der Schweiz. Ihre Mundartnamen sind Oberäischtrige, Oberäischtringe.

## Geographie
Oberengstringen liegt am Stadtrand von Zürich, rechts der Limmat. Die Gemeinde liegt an der Stadtgrenze zu Zürich, genauer zum Stadtteil Höngg. Von der Gemeindefläche dienen 20,2 % der Landwirtschaft, 23,9 % sind mit Wald bedeckt, 7,5 % sind Verkehrs- und 44,1 % Siedlungsfläche, 4,2 % sind Gewässer. Es sind keine unproduktiven Flächen verzeichnet.

## Geschichte

Oberengstringen, historisches Luftbild von 1920, aufgenommen aus 300 Metern Höhe von Walter Mittelholzer

Im Jahr 870 wird in einer Schenkungsurkunde der Name Enstelingen erstmals erwähnt. Landeloh, ein Nachfahre des alamannischen Uradels und Besitzer reicher Erbgüter im Zürichgau, schenkte seine Eigenkirche zu Hoinga (Höngg) samt vielen Gütern auf der rechten Limmattalseite dem Kloster St. Gallen. Gleichzeitig erhielt Landeloh diese Güter, vermehrt um sanktgallische Lehen, darunter eine Hube (Hof) in Enstelingen (Engstringen), zu lebenslanger Nutzniessung zurück. Die Ortsbezeichnung Lanzrain (= Landelohs Rain) erinnert noch heute an diesen alamannischen Nachfahren.
Im Hochmittelalter befand sich der Grossteil des heutigen Gemeindegebietes im Besitz der Regensberger. Daneben besassen die Grafen von Rapperswil, die Freiherren von Wasserstelz und die Habsburger vorübergehend einige Güter. Seit dieser Zeit besteht die Trennung in Ober- und Unterengstringen. Als die Regensberger wegen ihres üppigen Lebensstils und aufgrund der fortwährenden Fehden verarmten, ging im 14. Jahrhundert Stück um Stück ihres Besitzes in Oberengstringen an die Klöster Fahr und Wettingen über. Die Vogteirechte wurden seit 1306 vom Abt von Einsiedeln (zu dem das Kloster Fahr bis heute gehört) an stadtzürcherische Bürger verliehen, während die Hohe oder Blutgerichtsbarkeit in den Händen der Grafschaft Baden verblieb.
1435 gelangten die Rechte der Gerichtsherrschaft Weiningen an die Zürcher Familie Meyer von Knonau, welche diese Rechte während Jahrhunderten ausübte und darauf erst im Jahre 1798 beim Untergang der Alten Eidgenossenschaft verzichten musste. 1798 wurde auf dem Dorfplatz ein Freiheitsbaum aufgepflanzt und die Gemeinde als vollberechtigter zürcherischer Ort anerkannt. Die liberale Epoche im 19. Jahrhundert brachte Oberengstringen die erste Industrie. An der Stelle der Lanzenrain-Mühle, die wahrscheinlich aus frühester Zeit stammte, wurde die Bebiésche Baumwollfabrik erbaut, welche während Jahrzehnten bis 60 Arbeitskräfte beschäftigte. Diese Fabrik errichtete auch das heute noch bestehende Kosthaus. Als diese erste Fabrik auf Oberengstringer Grund den Betrieb wieder einstellen musste, wurden die Häuser hauptsächlich von Arbeitern bewohnt, die in Schlieren beschäftigt waren. Im 19. Jahrhundert stieg die Bevölkerung von Oberengstringen auf 400 Personen.
Bis ins 20. Jahrhundert hinein wurde die Entwicklung von Oberengstringen gehemmt, da das Dorf von der Verkehrsentwicklung im Limmattal abgeschnitten war: Die Spanisch-Brötli-Bahn wurde auf der linken Seite des Limmattals erbaut, und die Limmattal-Strassenbahn verkehrte von Zürich über Schlieren und Unterengstringen nach Weiningen, tangierte somit das Gemeindegebiet von Oberengstringen nicht. Durch die Eingemeindung von Höngg nach Zürich im Jahr 1934 wurde Oberengstringen zum direkten Nachbarn der Grossstadt, was einer der Gründe für den Bauboom und die rasche Entwicklung von Oberengstringen von einem ländlichen Dorf zu einer Agglomerationsgemeinde war. Da die Infrastrukturen des einstigen Dorfes für die gewachsene Bevölkerung zu klein geworden waren, wurden sie in der zweiten Hälfte des 20. Jahrhunderts in kurzer Zeit erstellt, darunter das Gemeindehaus, die Kirchen der reformierten und der katholischen Landeskirche, aber auch Läden, Schulhäuser und ein eigener Friedhof.

## Bevölkerung
| Jahr | Einwohner |
| ---- | --------- |
| 1634 | 61        |
| 1850 | 453       |
| 1900 | 416       |
| 1950 | 1242      |
| 2000 | 5866      |
| 2005 | 6226      |
| 2010 | 6381      |
| 2015 | 6549      |
| 2020 | 6724      |
| 2022 | 6831      |

## Wappen
Blasonierung:
In Blau ein nach links gewendetes silbernes Rebmesser mit goldenem Griff vor einer silbernen Pflugschar
Die älteste Darstellung des Gemeindewappens von Oberengstringen stammt von 1792 auf einem Eimer der Feuerwehr, welcher sich allerdings nicht mehr im Besitz der Feuerwehr befindet.

## Politik
Gemeindepräsident ist André Bender (SVP, Stand 2023).
Bei den Nationalratswahlen 2023 betrugen die Wähleranteile in Oberengstringen: SVP 31,94 % (−1,27), SP 19,20 % (+1,32), FDP 14,55 % (−0,50), glp 10,93 % (−0,84), Mitte 8,89 % (+1,45), Grüne 6,95 % (−2,51), EVP 1,95 % (−0,40), FGA 1,07 % (+0,01), EDU 0,79 (+/−0,00).

## Kirchen

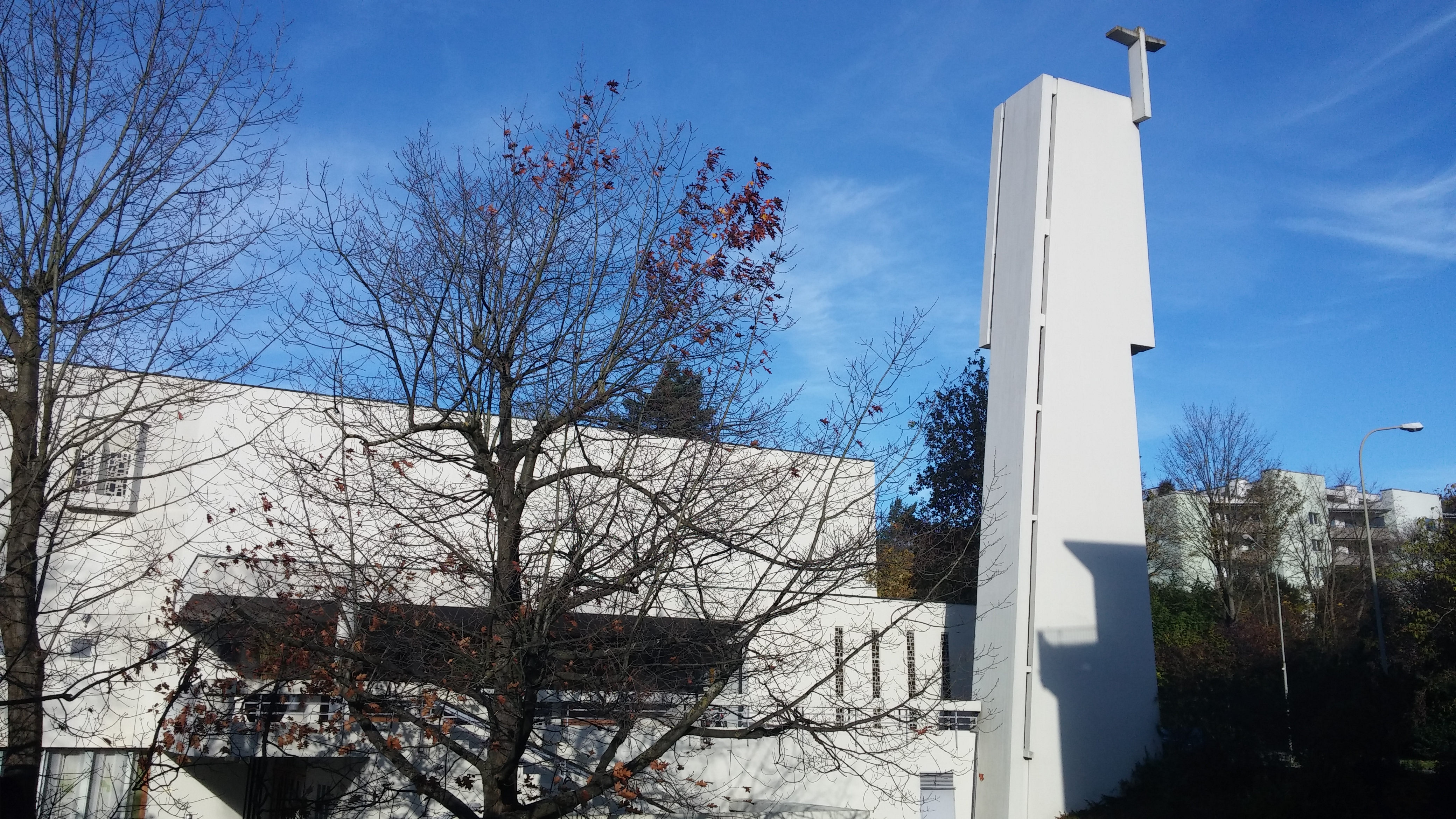
Katholische Kirche St. Mauritius

Als Engstringen im Jahr 870 urkundlich erstmals erwähnt wurde, befand sich auf dem Gemeindegebiet bereits eine kleine Feldkapelle, welche der hl. Verena geweiht war. Hier wurden Messen gelesen und Abdankungen gehalten, doch wurde sie von der Pfarrkirche Höngg aus betreut. Die kirchliche Aufsicht übte der Bischof von Konstanz aus. Nach der Reformation im Jahr 1523 wurde die Verenakapelle in Engstringen profaniert und anschliessend als Wohnhaus und Speicher benutzt, bis sie schliesslich im Jahr 1897 abgebrochen wurde. Für die Seelsorge in Oberengstringen blieb bis ins 20. Jahrhundert hinein die reformierte und später auch die katholische Kirchgemeinde Höngg zuständig.
Heute gibt es in Oberengstringen zwei Kirchen:
- Die reformierte Landeskirche besitzt im Dorfzentrum die Reformierte Kirche Oberengstringen, welche im Jahr 1984 erbaut wurde. Der Kirchenraum befindet sich im Obergeschoss des Gebäudes und besitzt eine künstlerisch gestaltete Holzdecke. Daneben steht das 1951 errichtete reformierte Kirchgemeindehaus, dessen Saal bis zum Bau der heutigen Kirche auch als Gottesdienstraum verwendet wurde. Die Abtrennung Oberengstringens von der reformierten Kirchgemeinde Höngg hatte sich erst per 1. Januar 1977 vollzogen.[12] Seit dem 1. Januar 2019 ist die reformierte Kirchgemeinde Oberengstringen Teil der reformierten Kirchgemeinde der Stadt Zürich. Zusammen mit den reformierten Kirchgemeinden Höngg und Wipkingen West bildet sie den Kirchenkreis 10.[13]

- Die römisch-katholische Kirche ist in Oberengstringen mit der Pfarrei St. Mauritius vertreten. Auch die katholische Kirchgemeinde Oberengstringens entstand wie die reformierte erst in der zweiten Hälfte des 20. Jahrhunderts und war vorher ebenfalls Teil der kirchlichen Strukturen von Zürich-Höngg. Die Kirchgemeinde ist nach dem hl. Mauritius benannt, weil die Kirche in Höngg bis zur Reformation diesem Heiligen gewidmet war. In den Jahren 1961–1962 errichtete der Architekt Fritz Metzger die Kirche an der Zürichstrasse samt Pfarreizentrum und Pfarrhaus. 1963 wurde die Pfarrei St. Mauritius gegründet und von der Pfarrei Heilig Geist in Zürich-Höngg abgetrennt. Die katholische Kirchgemeinde von Oberengstringen betreut auch die Katholiken in Unterengstringen.

## Schule
Oberengstringen besitzt drei Schulgebäude: das Allmend-, das Rebberg-Gubrist- und das GSHL-Schulhaus (Goldschmied-Halde-Sunnerain und Lanzrain). Zwischenzeitlich gab es Pläne, ein sehr grosses Schulzentrum zu errichten. Sie wurden wieder verworfen.
Im grössten Schulgebäude (Allmend) ist die Oberstufe ansässig. Die Unter- und Mittelstufen sind in den anderen beiden Schuleinheiten untergebracht.
Schulpräsident ist David Döring (Stand 2023).

## Persönlichkeiten
- Ulrich Zehnder (1798–1877), Arzt und Politiker
- Hermann Herter (1877–1945), Architekt und Städteplaner